# Eugenio Cisterna
Pour les articles homonymes, voir Cisterna.

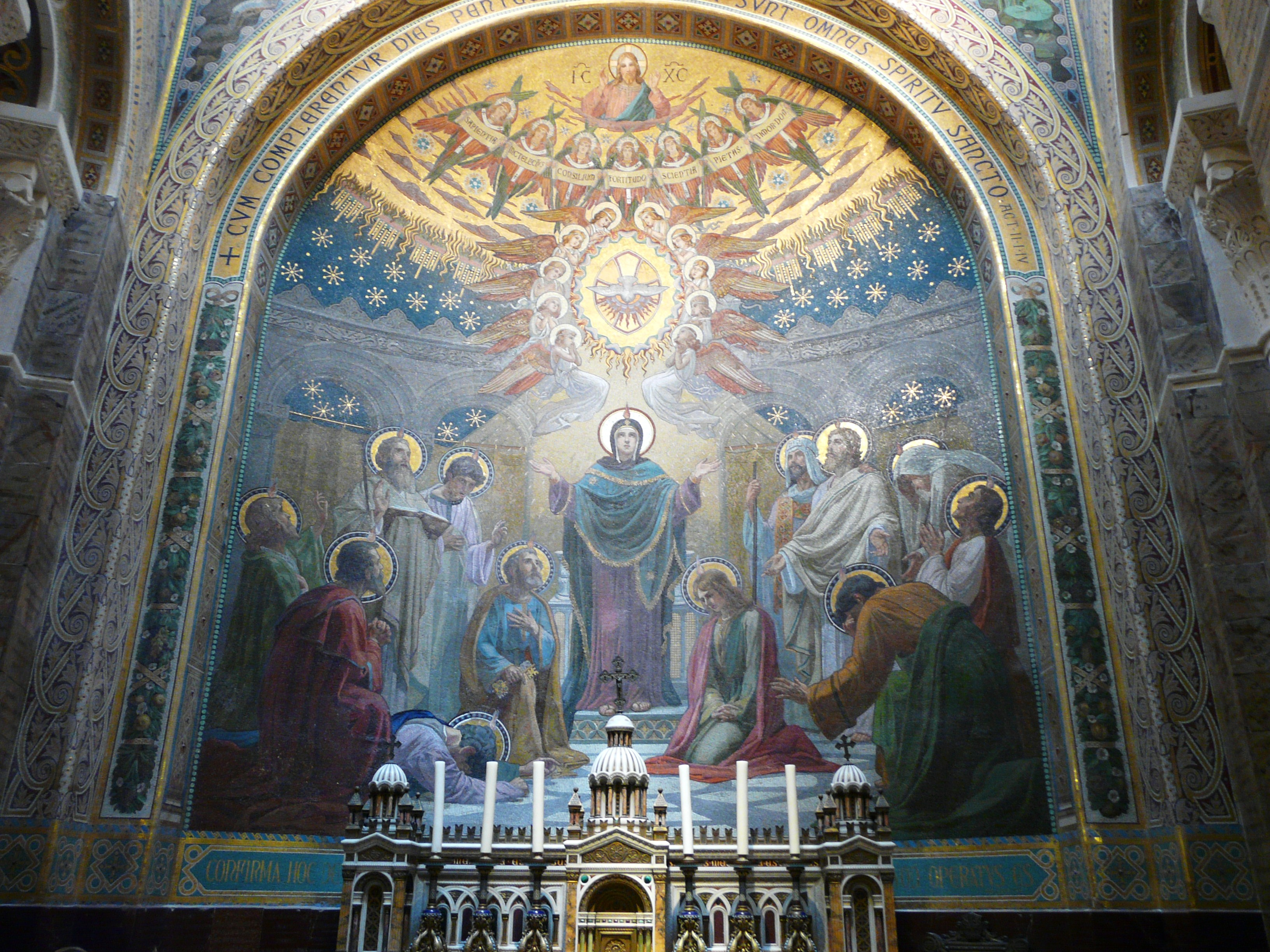
Mosaïque de la basilique Notre-Dame-du-Rosaire de Lourdes.

Eugenio Cisterna (né le 30 octobre 1862 à Genzano di Roma et mort le 22 septembre 1933 dans la même ville) est un peintre et décorateur italien.

## Biographie
Eugenio Cisterna est né à Genzano di Roma ; ses parents étaient Giacomo Cisterna et Bettina Pigliucci. 
À l'âge de douze ans, il commença à fréquenter à Rome l'atelier du peinte Andrea Monti, qui était originaire de la même ville et il devint l'élève du fils de ce peintre, Virginio Monti (it) qui était peintre et décorateur d'églises. Plus tard, il épousa Emilia Monti, la sœur de Virginio.
Il étudia de façon approfondie le symbolisme et les techniques de la peinture paléo-chrétienne, qu'il adopta dans la décoration de la crypte de l'église Sainte-Agnès-en-Agone, sa première commande (1882). Il œuvra, avec son beau-frère Virginio, à la décoration de la plupart des églises paroissiales construites à Rome après le rattachement des États pontificaux au royaume d'Italie. 
Il a également travaillé dans le nord de l'Italie, en particulier en Lombardie. En 1900, il a fondé l'atelier de vitraux Giuliani qu'il a confié plus tard à ses petits-enfants Laura et Maria Letizia Giuliani et pour lequel il a dessiné les cartons de nombreux vitraux. 
Il a également dessiné le projet d'une des mosaïques de la basilique Notre-Dame-du-Rosaire de Lourdes, représentant la Pentecôte (1903).

## Œuvres
- Sainte Brigitte et Sainte Thérèse d'Avila, diptyque, église Santa Brigida, Rome.
- La Cène, abside de l'église del Corpus Domini, Rome
- Théorie d'anges chantant, nef et arcade au dessus du chœur de l'église del Corpus Domini, Rome?
- Martyre de sainte Emérance, funérailles de sainte Agnès et retable de Sainte Agnès, basilique Sainte-Agnès-hors-les-Murs, Rome].
- Pentecôte, carton de mosaïque, basilique Notre-Dame du Rosaire de Lourdes.
- Fresques de l'église Saint-Alphonse à l'Esquilin, Rome.
- Retable du Sacré-Cœur et retable de l'Immaculée, église Saint-Vincent-de-Paul sur l'Aventin, Rome
- Triptyque de Notre-Dame des Sept Douleurs, église Sainte-Marie-du-Suffrage, Milan
- Fresques, église Saint Georges et des martyrs anglais, Rome
- Fresques de l'église Saint Alphonse de Liguori sur la Via Merulana, Rome